# Hans Baluschek
Hans Baluschek (Breslau, 9 mei 1870 – Berlijn, 28 september 1935) was een Duits kunstschilder, graficus en illustrator. Hij behoorde tot de Berliner Sezession en maakte naam als sociaal geëngageerd kunstenaar.

## Leven en werk

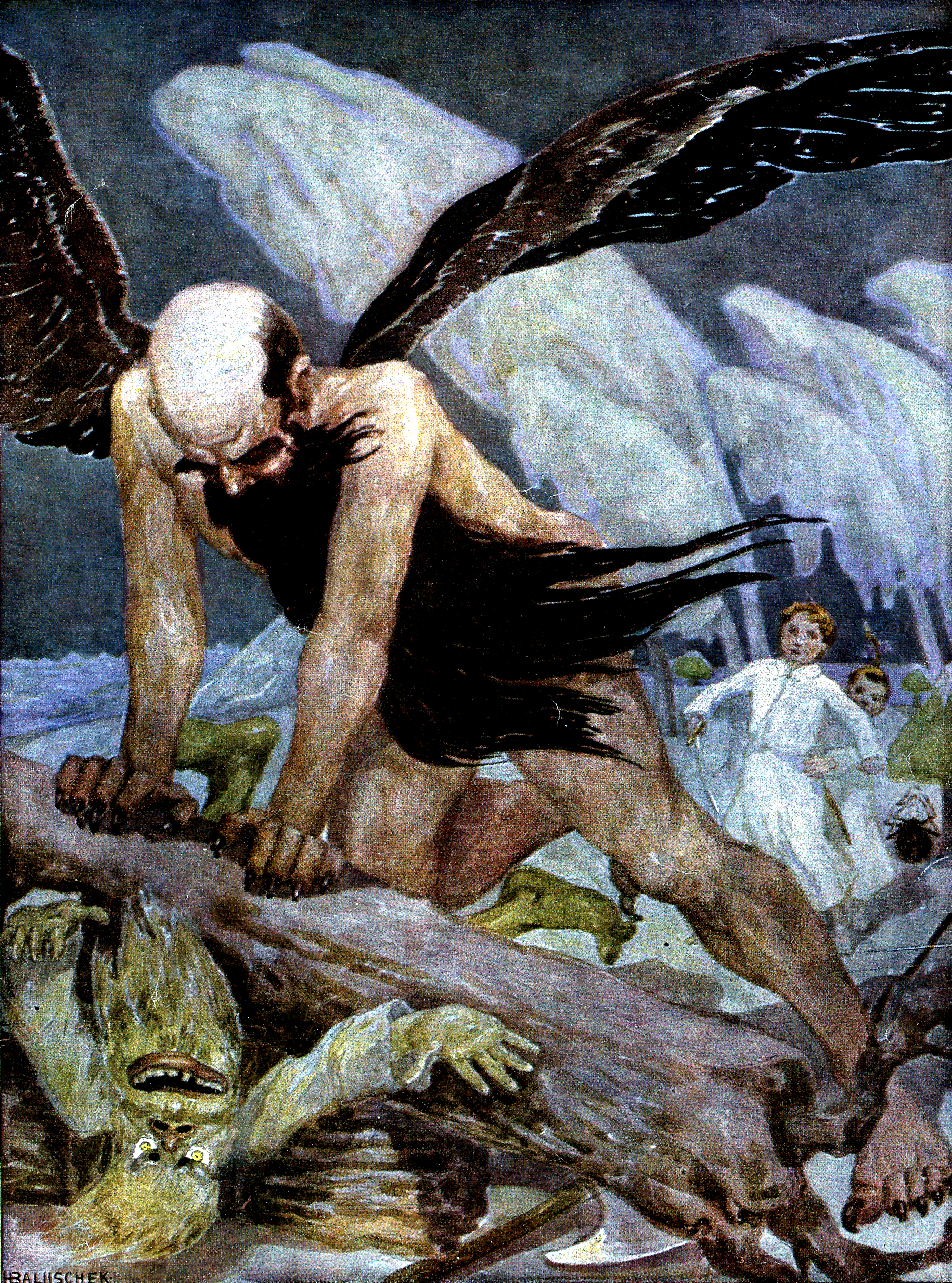
Uit Peterchens Mondfahrt

Baluschek was de zoon van een spoorwegingenieur en bleef levenslang een fascinatie houden voor treinen. Hij studeerde aan de Universiteit van de Kunsten te Berlijn. In zijn studententijd kwam hij onder invloed van het socialisme. Hij las Émile Zola, Leo Tolstoj, Henrik Ibsen en Gerhart Hauptmann, was bevriend met linkse schrijvers als Arno Holz en Johannes Schlaff en maakte sociale klassenverschillen tot een hoofdthema in zijn werk. Inspiratie vond hij vooral in het openbare leven van Berlijn.
Artistiek gezien vond de traditioneel opgeleide Baluschek rond de eeuwwisseling aansluiting bij de avant-gardistisch-georiënteerde Berliner Seszession. Met name de impressionist Max Liebermann had veel invloed op zijn werk, maar ook expressionisten als Max Beckmann. In het begin van zijn carrière werd hij vooral beïnvloed door de Russische oorlogsschilder Vasili Veresjtsjagin, hetgeen hem tijdens de Eerste Wereldoorlog van pas kwam toen hij zelf als oorlogsschilder werkte voor diverse tijdschriften. Zijn oorlogswerk is erg somber.
Na de oorlog maakte Baluschek vooral naam als illustrator van diverse kinderboeken, waaronder Peterchens Mondfahrt (1919) en sprookje van de Gebroeders Grimm. Verder was hij als illustrator verbonden aan de linksgeoriënteerde Illustrierte Reichsbannerzeitung en bleef hij actief in de socialistische- en anti-oorlogsbeweging. In 1924 sprak hij tijdens een grote internationale anti-oorlogsconferentie te Amsterdam.  Hij doceerde in die tijd schilderkunst aan de "Volkshochschule Gross-Berlin", waarvan hij in 1921 mede-oprichter was. Daar geeft hij ook de jonge Nederlandse schilder Carel Willink tot 1923 les. Van 1929 tot 1931 was hij directeur van de "Große Berliner Kunstausstellung".
Na de machtsovername door de Nazi's in 1933 belandde Baluschek in het verdomhoekje. Hij werd als vermeend Marxist uit zijn ambt gezet  en zijn werk werd bestempeld als "Entartete Kunst". Hij overleed in 1935, 65 jaar oud. In het Berlijnse stadsdeel Schöneberg is een plein naar hem vernoemd. Diverse van zijn werken zijn te zien in het Märkisches Museum.

## Galerij

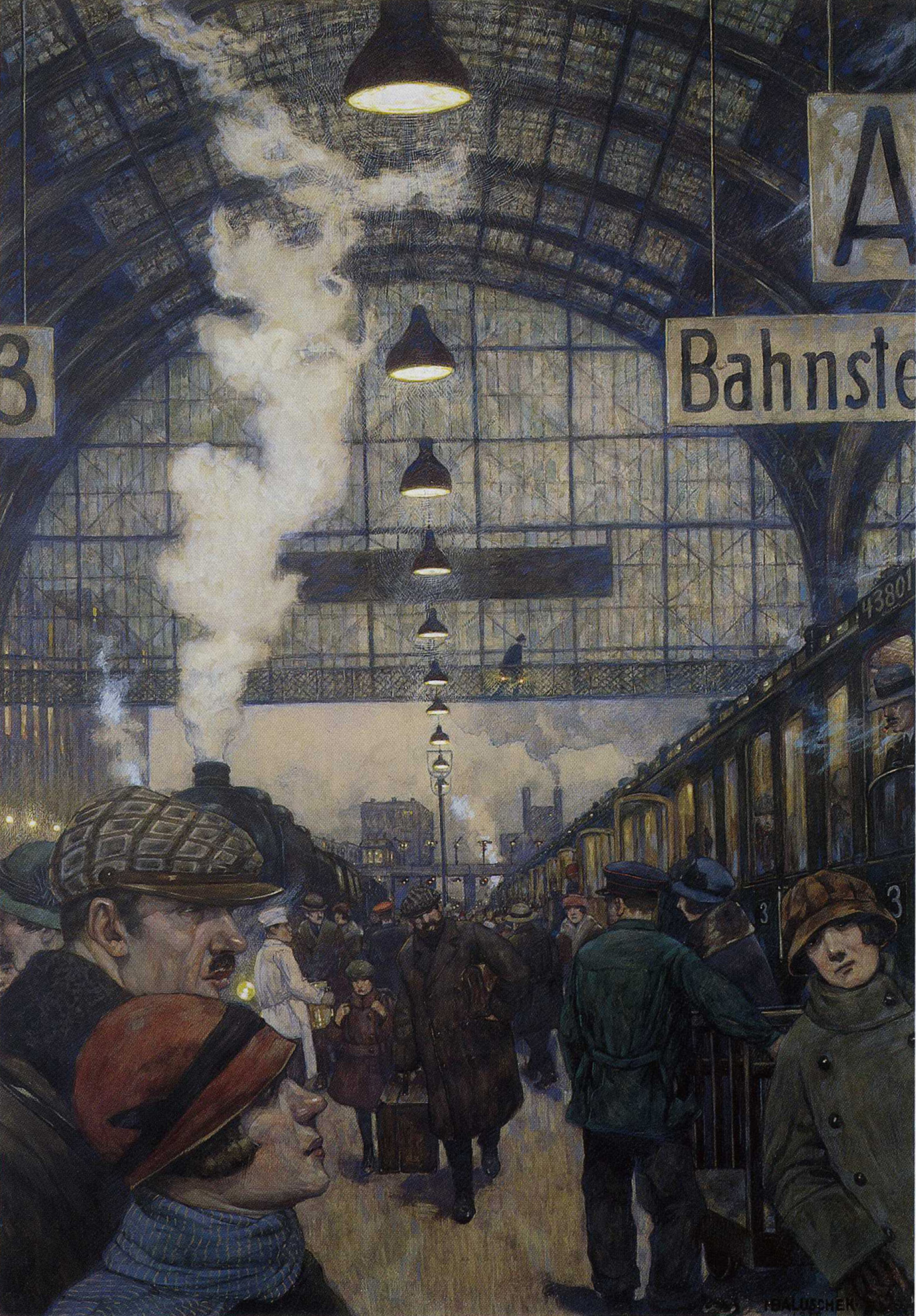
Bahnhofshalle
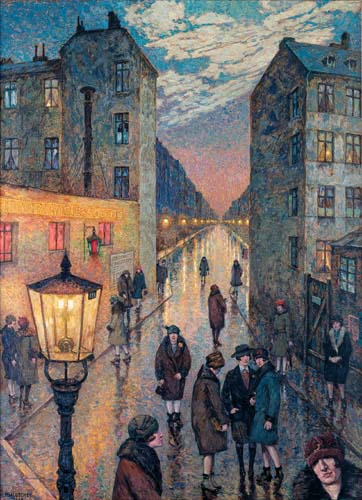
Großstadtwinkel
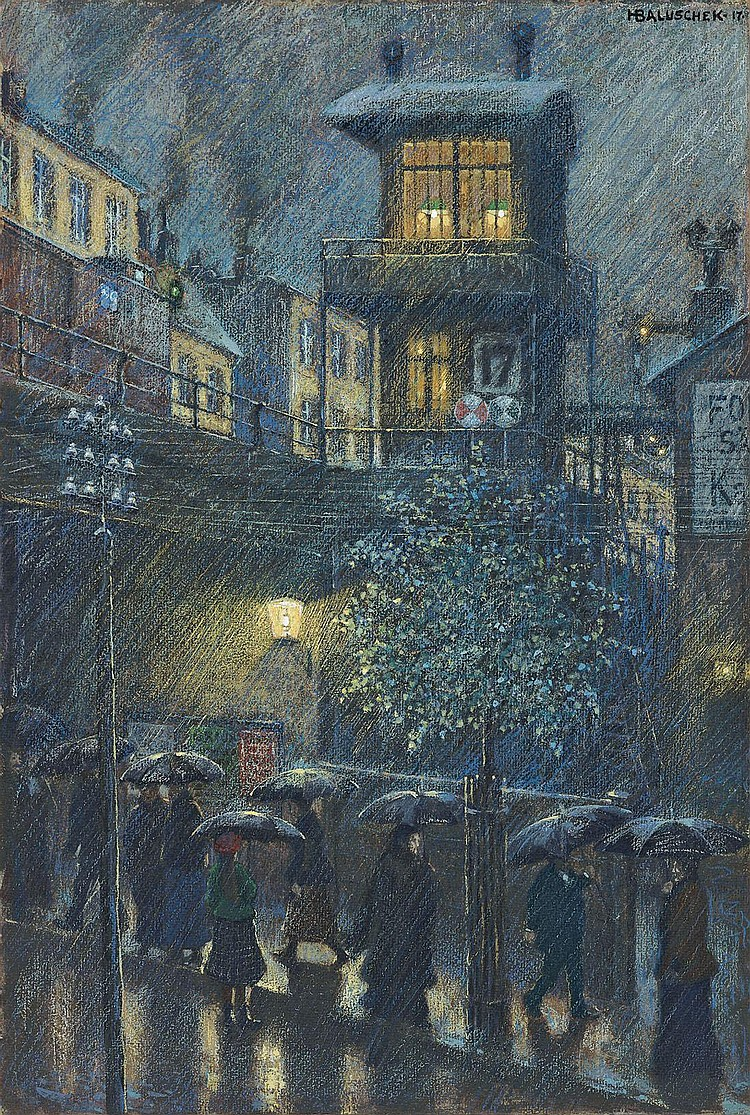
Regen
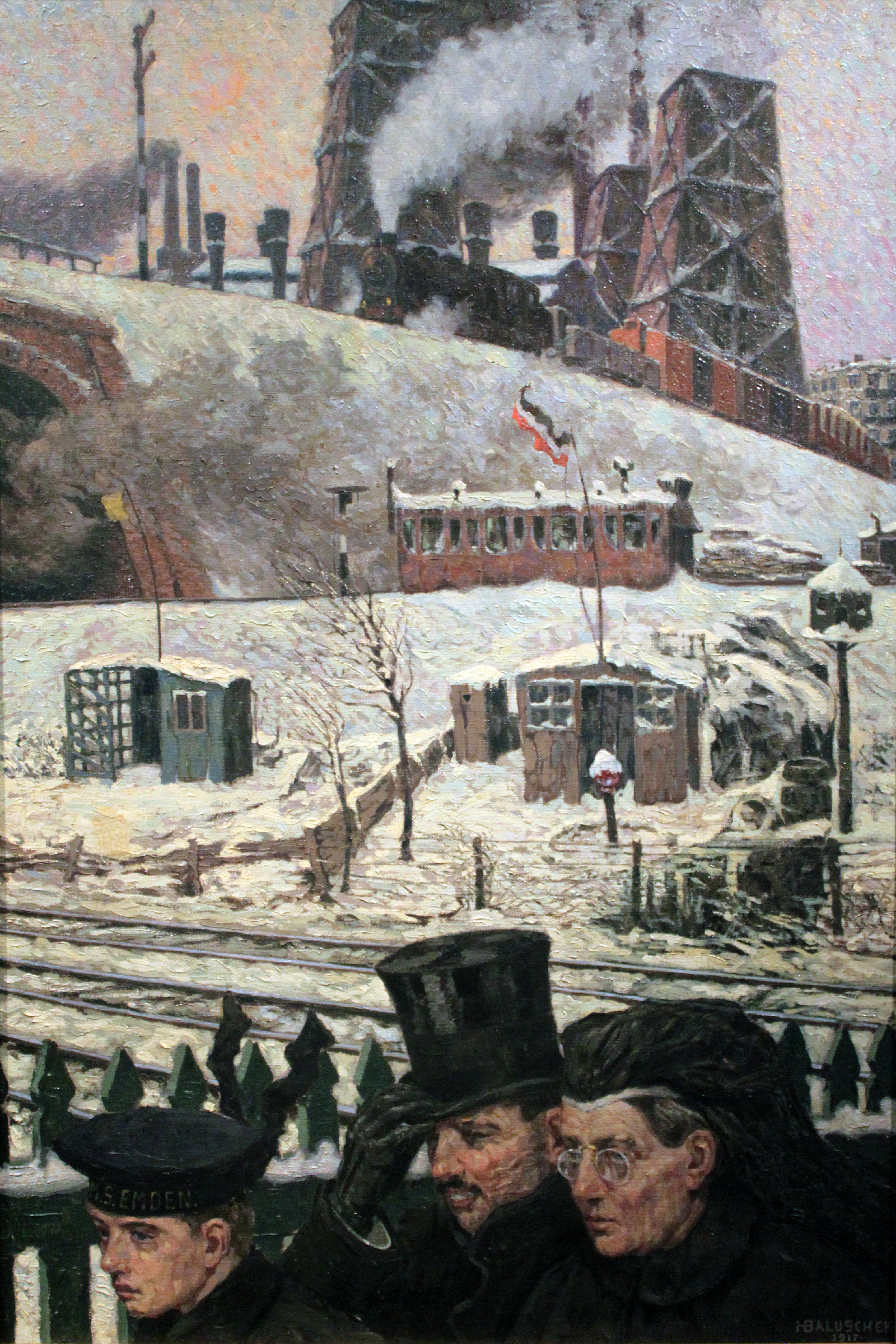
Kriegswinter
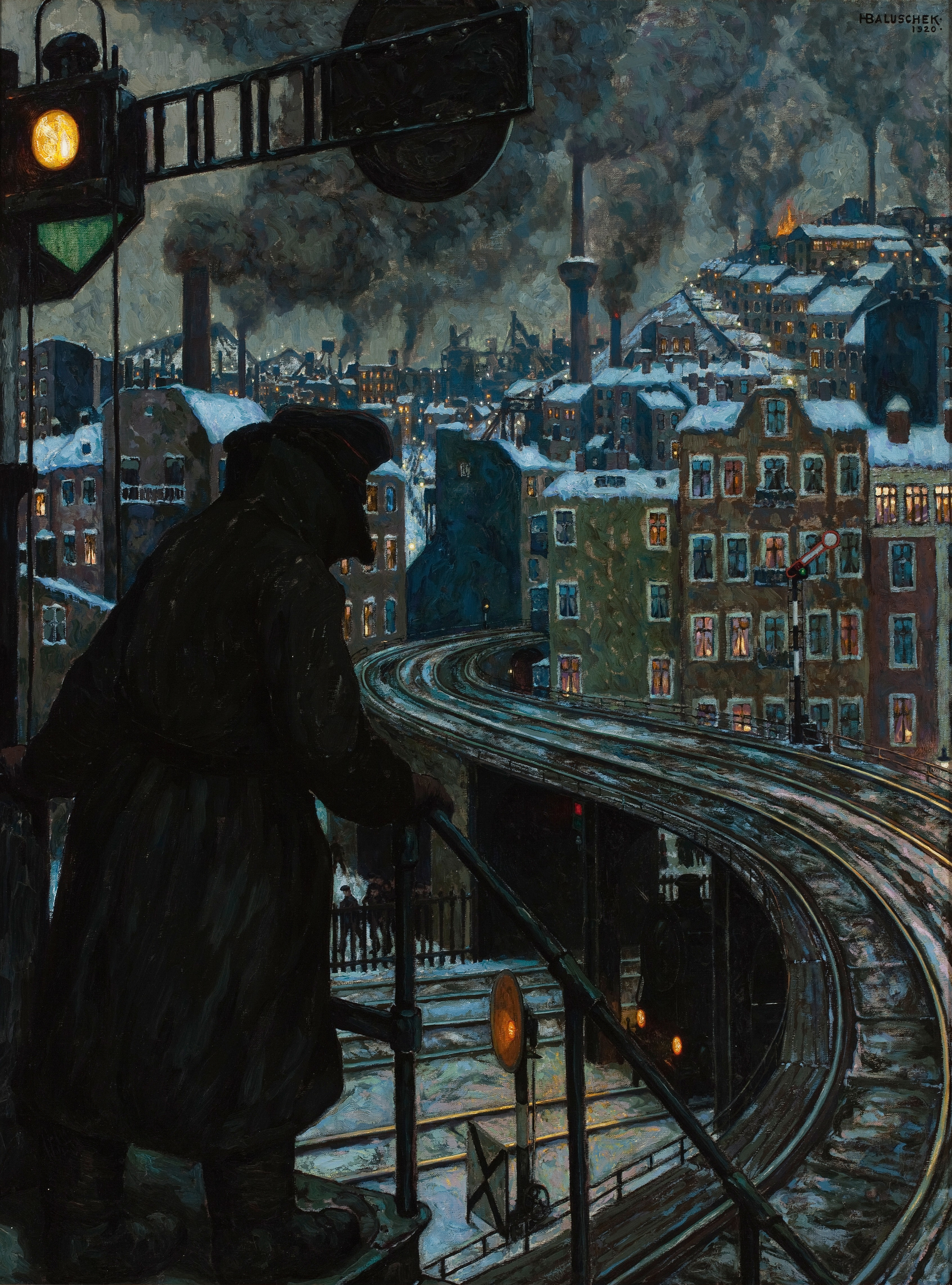
Arbeiterstadt
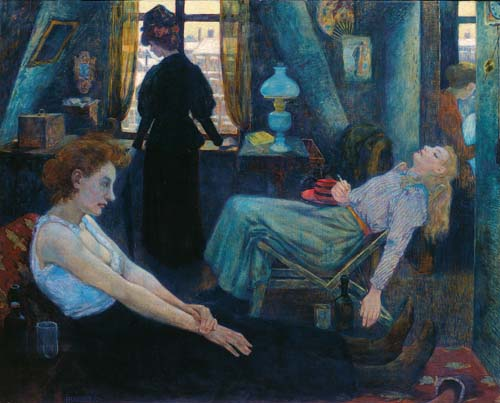
Montagmorgen
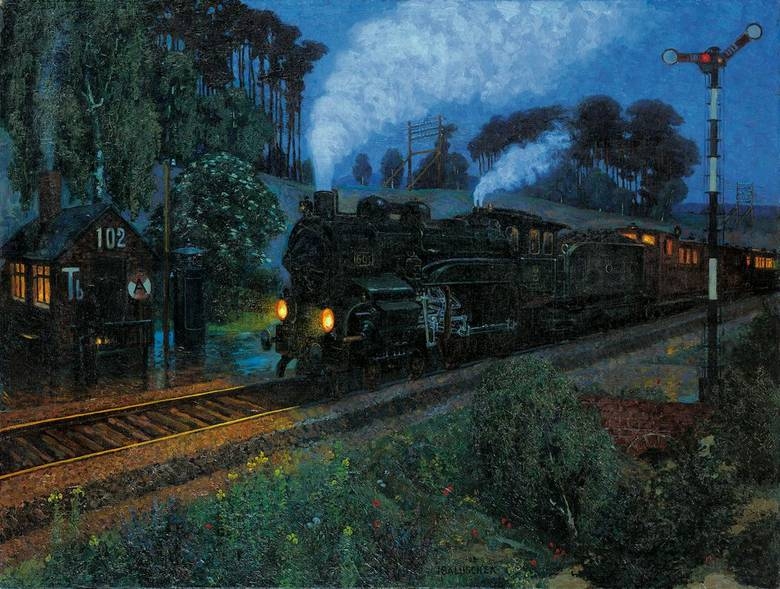
Anfahrender Schnellzug
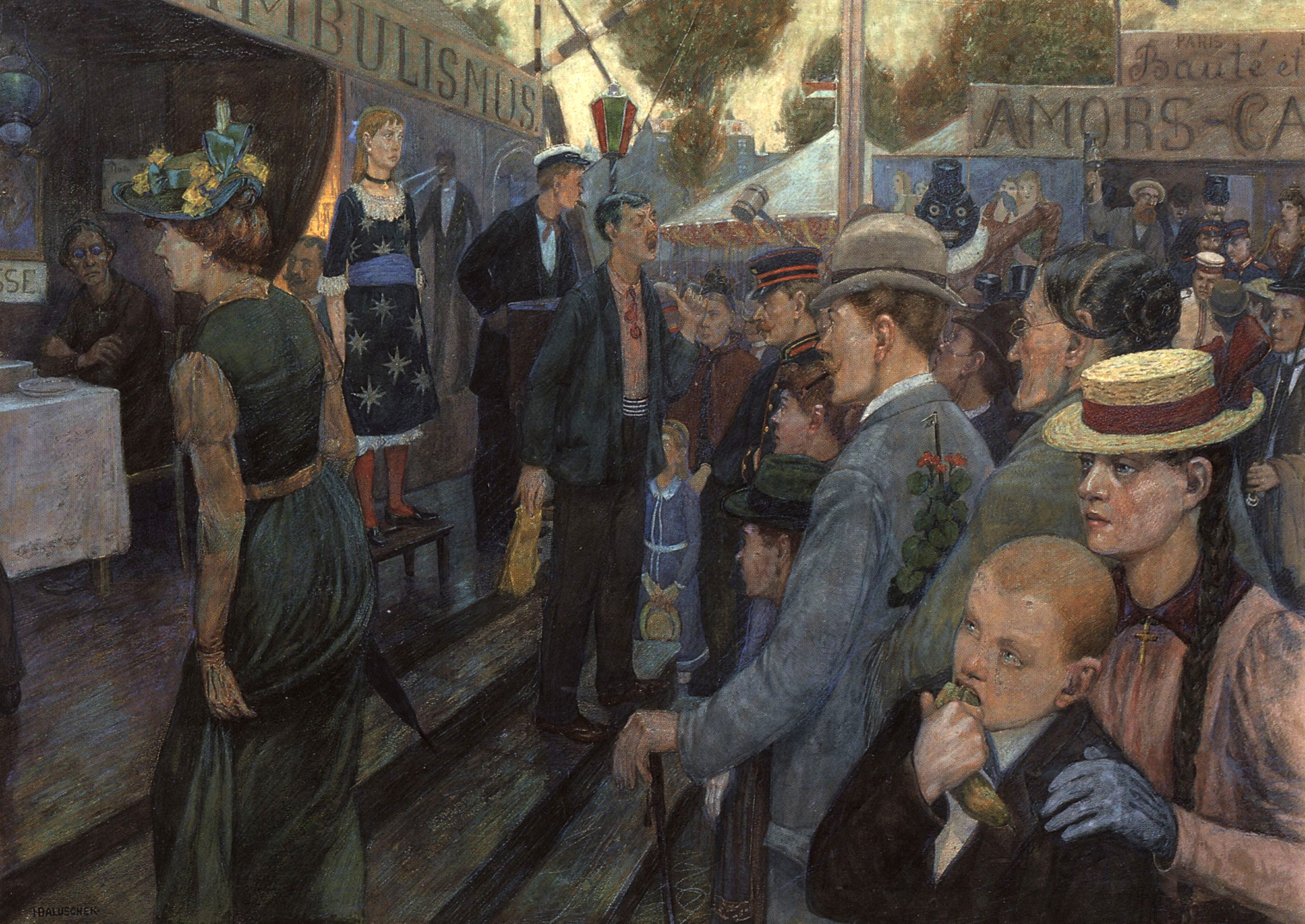
Alte Hasenheide
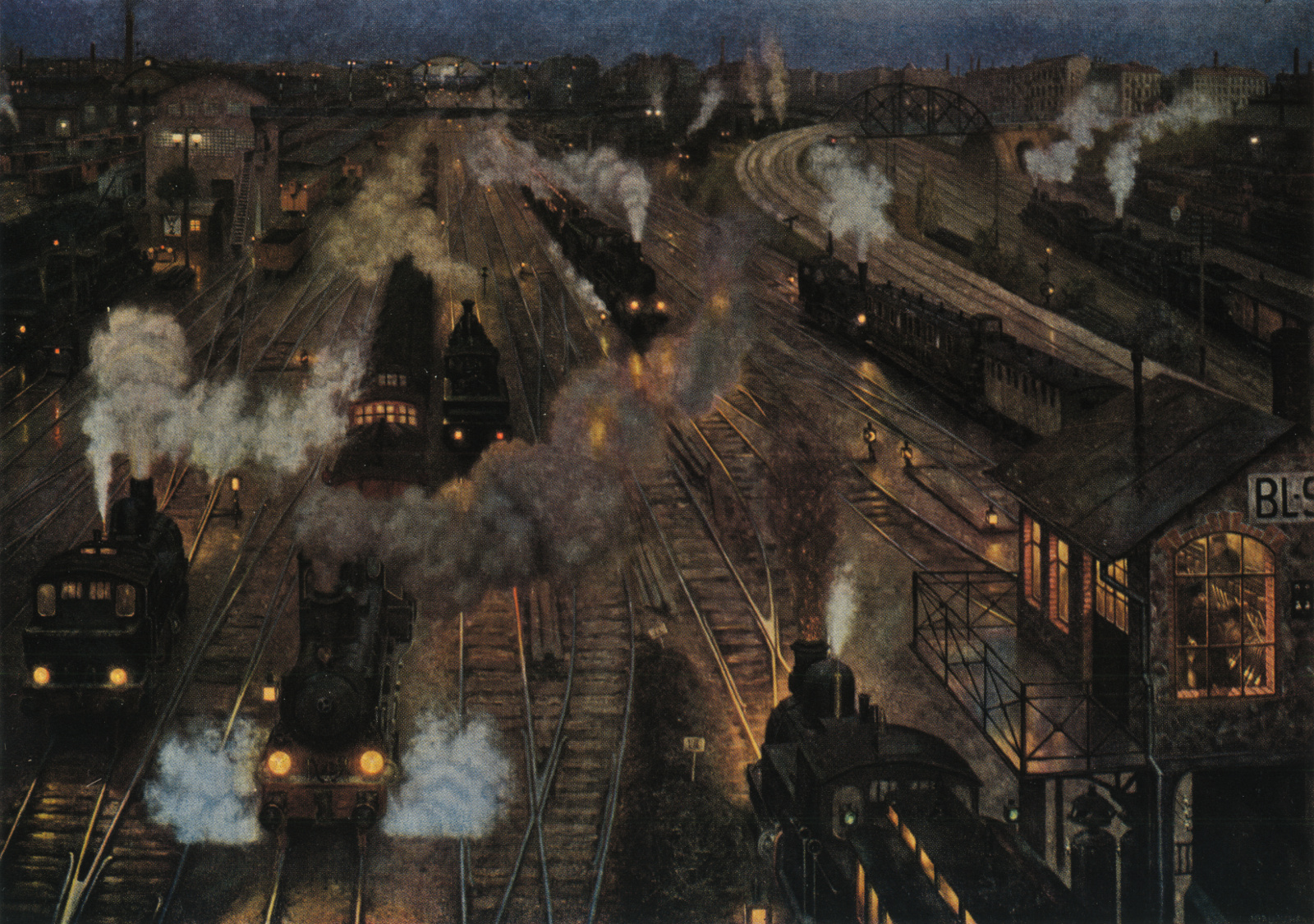
Großstadtbahnhof
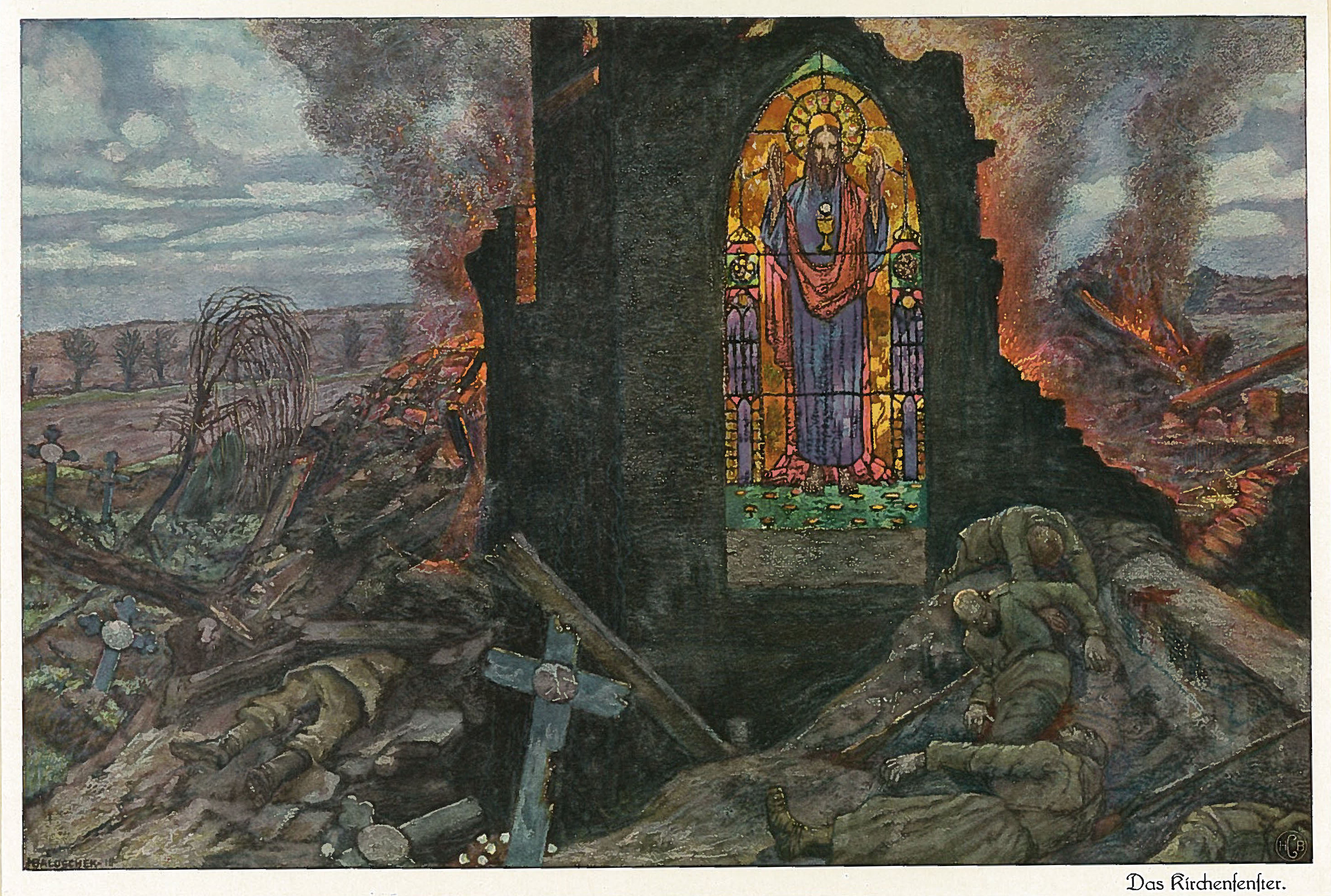
Der Krieg, Tafel 10